# NGC 2955
NGC 2955 est une galaxie spirale située dans la constellation du Petit Lion. NGC 2955 a été découvert par l'astronome germano-britannique William Herschel en 1786.

## Caractéristiques
Sa vitesse par rapport au fond diffus cosmologique est de 7 257 ± 18 km/s, ce qui correspond à une distance de Hubble de 107,0 ± 7,5 Mpc (∼349 millions d'al).
À ce jour, 11 mesures non basées sur le décalage vers le rouge (redshift) donnent une distance de 89,264 ± 21,930 Mpc (∼291 millions d'al), ce qui est à l'intérieur des valeurs de la distance de Hubble. Notons cependant que c'est avec la valeur moyenne des mesures indépendantes, lorsqu'elles existent, que la base de données NASA/IPAC calcule le diamètre d'une galaxie et qu'en conséquence le diamètre de NGC 2955 pourrait être d'environ 54,1 kpc (∼176 000 al) si on utilisait la distance de Hubble pour le calculer.
La classe de luminosité de NGC 2955 est II et elle présente une large raie HI. De plus, c'est une galaxie du champ, c'est-à-dire qu'elle n'appartient pas à un amas ou un groupe et qu'elle est donc gravitationnellement isolée.

## Supernova
La supernova SN 2015A a été découverte dans NGC 2955 le 9 janvier 2015 à Yamagata au Japon par l'astronome japonais Koichi Itagaki. Cette supernova était de type Ia. 